# Koka
Koka (znanstveno ime Erythroxylum coca) je rastlina iz družine Erythroxylaceae in izvira iz severozahodne Južne Amerike. Rastlina ima pomembno vlogo v tradicionalni andski kulturi. Listi koke vsebujejo kokain, ki je močan stimulans.
Rastlina je podobna črnemu trnu in zraste do višine 2–3 m. Veje so ravne. Listi, ki so zelene barve, so tanki, ovalni in koničasti. Izrazita lastnost lista je, da je del vmesnih prostorov med listnimi žilicami omejen z dvema longitudinalnima krivuljama, po ena krivulja je na vsaki strani osrednjega ožilja in je bolj viden pod sprednjo stranjo lista.
Cvetovi so majhni in urejeni v majhne skupine na kratkih pecljih. Cvetni venec je sestavljen iz petih rumeno-belih cvetnih listov, prašniki so v obliki srca, pestič pa je sestavljen iz treh plodnih listov, ki so združeni v obliko tropredalaste plodnice. Cvetovi se razvijejo v rdeče jagode.
Liste včasih poje larva molja Eloria noyesi.

## Vrste in klasifikacija
Obstaja dvanajst vrst in podvrst. Dve podvrsti, Erythroxylum coca var. coca in E. coca var. ipadu, sta fenotipsko skoraj neločljivi. Sorodni vrsti z visoko vsebnostjo kokaina imata dve podvrsti - E. novogranatense var. novogranatense in E. novogranatense var. truxillense, ki sta fenotipsko podobni, vendar morfološko različna. Po starejši klasifikaciji kopenskih rastlin, imenovani po botaniku Cronquistu, so rastlino uvrstili v red Linales, sodobnejši sistemi pa jo uvrščajo v red Malpighiales.

## Gojenje
Koko tradicionalno gojijo v nižjih višinah vzhodnih pobočij Andov ali na visokih planotah, odvisno od uspevajočih vrst. Od nekdaj so listi pomembno trgovsko blago med nižino, kjer rastlina uspeva, in višjimi predeli, kjer jo široko uporabljajo prebivalci Andov v Peruju, Kolumbiji, Ekvadorju, Venezueli in Boliviji.
Sveži vzorci posušenih listov so nezviti, temno zeleni na zgornji in sivo-zeleni na spodnji površini. Imajo močan vonj po čaju. Med žvečenjem nastaja v ustih občutek prijetne otrplosti, okus je prijetno jedek. Tradicionalno se žvečijo z apnom, da se poveča sproščanje kokaina iz lista. Starejši vzorci imajo vonj po kafri in so rjavkaste barve ter nimajo jedkega okusa.
Seme se seje od decembra do januarja na majhen kos zemljišča, ki je zaščiten pred soncem. Ko mlade rastline dosežejo višino 40–60 cm, jih postavijo v končne sadne luknje. Če je zemlja ravna, jih posadijo v brazde v skrbno opleti zemlji. Rastline najbolje uspevajo v vročem, meglenem in vlažnem okolju, kot so jase. Želeni listi rastejo tudi na bolj suhih pobočjih. Liste nabirajo z rastlin različnih starosti, in sicer od 1,5 do 40 let starih rastlin, žanjejo pa se le sveži izrastki. Listi so pripravljeni za trganje, ko niso več upognjeni. Prva in obenem najbogatejša žetev je v marcu po deževju, druga je konec junija in tretja je v oktobru ali novembru. Zelene listi se nato razprostrejo v tankih slojih na grobi volneni tkanini in posušijo na soncu. Nato jih spravijo v vreče, ki morajo ostati suhe, če želijo ohraniti kakovost listov.

## Farmakološki vidiki
Farmakološko aktivna sestavina koke je njen alkaloid kokain, ki je v rastlini v količinah približno od 0,3 do 1,5 %, v povprečju 0,8 %  v svežih listih. Poleg kokaina vsebuje list koke tudi druge alkaloide, in sicer metilekgonin cinamat, benzoilekgonin, truksilin, hidroksitropakokain, tropakokain, ekgonin, kuskohigrin, dihidrokuskohigrin, nikotin in higrin. Če se žveči, učinkuje kot blag stimulans ter zatre lakoto, žejo, bolečino in utrujenost.
Absorpcija kokaina iz listov je mnogo počasnejša in manj učinkovita kot absorbcija čiste oblike kokaina. Ne povzroča evforije in psihoaktivnih učinkov, ki so povezani z zlorabo učinkovine. Nekateri zagovorniki trdijo, da sam kokain ni aktivna sestavina, če se žveči neobdelan list koke ali se ga kuha kot poparek. Vendar so študije pokazale, da so majhne, vendar merljive količine kokaina prisotne v krvnem obtoku po uživanju čaja iz koke. Niso pa dokumentirali odvisnosti in drugih škodljivih učinkov zaradi uživanja listov v njihovi naravni obliki.

## Zgodovina
Sledove kokaina so našli v mumijah izpred 3000 let. Obsežen arheološki dokaz za žvečenje listov koke izvira iz 6. stoletja. Doba starodavnega ljudstva Moche in kasnejša doba Inkov temelji na mumijah, ki so jih našli z zalogami listov koke, lončevino z upodobljeno značilno obrazno izboklino človeka, ki žveči koko, s spatulami, narejenih iz žlahtnih kovin, za ekstrakcijo alkalij ter okrašene vreče za liste koke in apno, zlati prikazi koke v posebnih nasadih Inkov v mestu Cusco. Pred seznanitvijo Inkov je bilo žvečenje koke omejeno na vzhodne Ande. Ko so menili, da ima rastlina božji izvor, je njeno gojenje postalo predmet državnega monopola in uporaba omejena na plemstvo in nekatere priljubljene razrede (dvorni govorniki, kurirji, priljubljeni javni delavci, vojska) z odločbo Topa Inke (1471-1493). Ko je inkovska država propadla, je učinkovina postala bolj široko dostopna. Po kratkem premisleku je španski kralj, Filip II, izdal odlok, v katerem je učinkovino opredelil kot esencialno za ugodje andskih Indijancev, vendar je pritiskal na misijonarje, da prenehajo z njeno religiozno uporabo. Španci so verjeli, da so učinkovito spodbudili uporabo koke pri veliki večini populacije, z namenom povečati njihov delovni učinek in toleranco za stradanje, vendar ni povsem jasno, da je to bilo namerno načrtovano.
Učinkovina je bila Evropi prvič predstavljena v 16. stoletju, vendar ni postala popularna do sredine 19. stoletja, ko je Dr. Paolo Mantegazza izdal vplivno listino, v kateri je hvalil stimulantne učinke kokaina na poznavanje. To je vodilo do iznajdbe kokainskega vina in do prve proizvodnje čistega kokaina. Kokainsko vino (najbolj znana znamka je bila Vin Mariani oz. Marianovo vino) in drugi kokain vsebujoči pripravki so bili široko prodajani kot patentirana zdravila in krepčila, ki imajo mnogo zdravstvenih prednosti. Originalna različica Coca-Cole je bila tudi med njimi. Ti izdelki so postali ilegalni v večini držav izven Južne Amerike v začetku 20. stoletja po tem, ko so spoznali, da kokain povzroča odvisnost.
V današnjem času (2007) vlade nekaterih južnoameriških držav, kot so Peru, Bolivija in Venezuela, ščitijo in se borijo za tradicionalno uporabo koke, prav tako kot za moderno uporabo listov in njegovih ekstraktov v gospodinjskih izdelkih, kot so čaji in zobne paste. (glej Industrijsko uporabo spodaj)

## Tradicionalna uporaba
Glavna tradicionalna uporaba koke je kot stimulans za premagovanje utrujenosti, lakote in žeje. Menijo, da je izjemno učinkovita proti višinski bolezni. Uporablja se tudi kot anestetik za lajšanje bolečin pri glavobolu, revmatizmu, ranah in vnetjih, ipd. Pred pojavom močnejših anestetikov so jo uporabljali tudi pri zlomih kosti, porodu in med trepaniranjem lobanje. Ker kokain povzroči konstrikcijo krvnih žil, učinki kokaina služijo tudi za zaustavljanje krvavitev, tako so semena koke uporabljali pri krvavitvah iz nosu. Kot o domači uporabi koke so poročali tudi o uporabi pri zdravljenju malarije, razjed, astme, za izboljšanje prebave, za zaščito pred črevesno ohlapnostjo, kot afrodiziak, pripisovali pa so ji tudi koristnost za dolgo življenje. Sodobne študije zagovarjajo številne od teh medicinskih uporab.
Koka je bila v obdobju pred Inki vitalni del religiozne kozmologije andskih ljudi v Peruju, Boliviji, Ekvadorju, Kolumbiji, severni Argentini in Čilah. Listi koke imajo odločilno vlogo v darovanju Rajski ptici (ozvezdje Apus), bogu sonca Inti, boginji zemlje Pachamama. Listi koke se pogosto tolmačijo v obliki prerokovanja, analogno kot tolmačenje listov čajevca v drugih kulturah. Eden od mnogih prepričanj o koki je, da so rudarji iz mesta Cerro de Pasco prepričani, da lahko omehčajo rudne žile, če prežvečijo koko in jo dajo na rudo.
Aktivnost žvečenja koke se imenuje mambear, chacchar ali acullicar, izvirajoč iz jezika quechua, v Boliviji pa picchar, ki je izpeljan iz jezika domače etnične andske skupine Aymara. Pogosto se uporablja tudi španski izraz masticar, in sicer poleg slengovskega izraza »bolear«, ki je izpeljan iz besede »bola« ali kepa koke na obrazu med žvečenjem. Značilna poraba koke je približno 56,7 g na dan, za sodobne metode pa menijo, da so nespremenjene od starih časov. Koka se hrani v tkani mošnji (chuspa ali huallqui). Nekaj listov se izbere za oblikovanje čika (acullico), ki se zadrži med usti in dlesni. Ob tem uporabniki običajno lahko zaznajo šumeč in odrevenel občutek v ustih. (Običajni zobozdravstveni anestetik, Novocaine, ima podobne učinke.) Žvečenje listov koke je bolj običajno v domorodnih skupnostih v področju osrednjih Andov, zlasti v višavjih Kolumbije, Ekvadorja, Bolivije in Peruja, kjer je gojenje in poraba koke del narodne kulture, podobno kot chicha (španski izraz za katerokoli vrsto fermentirane pijače), kot vino v Franciji ali pivo v Nemčiji. Služi tudi kot močan simbol domače kulturne in religiozne identitete med raznolikostjo domorodnih narodov po vsej Južni Ameriki. Vreče koke se prodajajo na lokalnih tržnicah in pri uličnih prodajalcih. Komercialno proizvajani čaji koke so tudi dostopni v večini trgovin in veleblagovnic.
Koka se še vedno žveči po tradicionalni poti, in sicer z majhno količino ilucte (preparat pepela iz rastline Chenopodium quinoa), ki se doda listom koke; omehča njihov adstringenten vonj in aktivira akaloide. Druga imena za to osnovno substanco so llipata v Peruju, španski izraz lejía, angleški lye oziroma lug v slovenščini. Potrošniki previdno uporabljajo leseno palico (nekoč pogosto spatulo iz žlahtne kovine) za prenos alkalične komponente v čik brez dotika njegovega mesa s korozivno substanco. Bazična komponenta, ki se običajno hrani v čutari (ishcupuro ali poporo), se lahko naredi z žganjem apnenca, da se pridobi negašeno živo apno, z žganjem stebla rastline quinoa ali skorje določenih dreves in se na osnovi sestave lahko imenuje ilipata, tocra ali mambe. Mnogo teh materialov je slanega okusa, vendar obstajajo različice. Najbolj običajna baza v bolivijskem mestu La Paz je izdelek, ki je znan pod imenom lejía dulce (sladki lug), ki je narejen iz pepela rastline quinoa pomešane z janežem in trsnim sladkorjem, ki tako oblikujejo mehak črn kit s sladkim in prijetnim okusom po sladkem korenu. V nekaterih krajih uporabljajo natrijev hidrogenkarbonat pod imenom bico.
V Sierri Nevadi de Santa Marta, na karibski obali Kolumbije, koko uživajo v nigerijski državi Kogi ter etnični skupini Arhuaco in Wiwa z uporabo posebnega predmeta, imenovanega poporo (za shranjevanje malih količin apna). Poporo je znak moškosti, vendar je simbol ženskega spola. Predstavlja maternico, palica pa je falični simbol. Gibi palice popora simbolizirajo spolni akt. Za moškega je poporo dober sopotnik, ki pomeni »hrano«, »žensko«, »spomin« in »meditacijo«. Ženskam je uporaba koke prepovedana. Pomembno je poudariti, da je poporo simbol odraslosti, vendar je ženska tista, ki daje moškim odraslost. Ko je fant pripravljen na poroko, ga njegova mati pouči o uporabi koke. Svečanost vpeljave skrbno nadzoruje mama, tradicionalna vodja.
Čeprav je žvečenje listov koke običajno samo med domačini, je uporaba čaja koke (Mate de coca) običajna med vsemi sektorji družbe v andskih državah in je široko omejena na zdravstvene koristi, zlasti pri višinski bolezni. Listi koke se prodajajo zapakirani v čajne vreče v večini špecerijskih trgovinah v teh krajih in podjetja, ki večinoma preskrbujejo turiste z značilnim čajem koke.

### Industrijska uporaba
Koka se industrijsko uporablja v kozmetični in živilski industriji. Dekokainiziran ekstrakt iz listov koke je verjetno eden izmed arom v Coca-Coli in Coca čaju ter se industrijsko proizvaja v številnih družbah Južne Amerike, med njimi je tudi Enaco S. A. (Narodna družba koke), vladna podjetnost v Peruju.
V začetku 21. stoletja je bilo v Boliviji, Peruju in Venezueli gibanje za promocijo in širjenje legalnih tržnic za pridelek. Predsedniki teh treh držav so se osebno strinjali z gibanjem. Predsednik Bolivije, Evo Morales (izvoljen decembra 2005), je bil vodilni gojitelj koke. Morales trdi, da »la coca no es cocaina«, tj. listi koke niso kokain. Med njegovim govorom pred Glavnim zborom Združenih narodov 19. septembra 2006 je v roki držal list koke za demonstracijo njene neškodljivosti.
Alan García, predsednik Peruja je priporočal uporabo koke v solatah in drugih užitnih preparatih. Ena perujska družba je objavila načrte za prodajo sodobne različice Vina Mariani, ki naj bi bil dostopen tako v naravni kot v dekokainizirani različici.
V Venezueli je predsednik Hugo Chávez v svojem govoru januarja 2008 povedal, da žveči koko vsak dan in je njegov vzornik bolivijski predsednik, Evo Morales. Preden je Chávez pokazal svoj biceps svojemu občinstvu, Narodnemu zboru Venezuele, je rekel: »Žvečim koko vsako jutro… in poglejte, kako sem.«
Po drugi strani pa se je pred kratkim kolumbijska vlada premaknila v drugo smer. Mnogo let je Bogotá dovolila domačim kmetovalcem s koko, da prodajajo izdelke iz koke, da bi povišali podjetnost tako kot je dostopnih nekaj uspešnih komercialnih priložnosti za spoznanje plemen kot je Nasa, ki so koko gojili mnogo let in so jo imeli za sveto. Decembra 2005 je domača skupnost Paeces, Tierradentro (Cauca) začela proizvajati gazirano brezalkoholno pijačo, t. i. »Coca Sek«. Proizvodne metode pripadajo mestu Inzá in se za 3000 steklenic pijače porabi 150 kg koke. Pijača nikoli ni bila široko prodajana v Kolumbiji, boji za prodajo so se končali maja 2007, ko je kolumbijska vlada nenadno prepovedala pijačo.

## Literarni viri
Najbolj znan primer virov koke je Stephen Maturin, oseba v romanu Patricka O'Briana. V mnogih izmed več kot dvajset knjig serije, imenovane tudi serije Aubrey-Maturin, Maturin razloži prednosti koke. Kakorkoli se bralec zaveda učinkov učinkovine, kot je resna odvisnot, podgane, ki so našle koko (Erythroxylum coca) in so postale hudo odvisne, preiščejo ladjo, da bi našli koko.

## Legalno stanje
List koke je surov material za proizvodnjo kokaina.
Gojenje, prodaja in lastništvo neobdelanega lista koke (vendar ne nekaj obdelanih oblik kokaina) je v splošnem legalno v državah, kjer so bile te tradicije ustanovljene, čeprav je gojenje pogosto omejeno zaradi poskusa preprečevanja proizvodnje kokaina. Zunaj Južne Amerike večina državnih zakonov ne razlikuje med listom koke in katerokoli drugo substanco, ki vsebuje kokain, zato je lastništvo lista koke (razen dekokainiziranega lista) prepovedana.

### Izkoreninjenje
Od leta 1980 so države, v katerih rase koka, prišle pod politični in ekonomski pritisk s strani ZDA, da bi omejili gojenje pridelka, z namenom zmanjšanja dovoda kokaina na mednarodni trg.
26. člen Enosmerne konvencije o narkotičnih učinkovinah (Single Convention on Narcotic Drugs) od narodov zahteva, da dovolijo gojenje koke, da bi označili agencijo, ki bi regulirala prej omenjeno gojenje in imela fizično lastništvo nad pridelkom takoj, ko je to mogoče po žetvi, ter bi uničili vso koko, ki rase divje ali je ilegalno gojena. Trud za uveljavitev teh ukrepov se nanaša na izkoreninjenje koke in vključuje mnogo strategij, kamor spada tudi zračno škropljenje herbicidov na pridelke koke kot podpora, priganjanje in spodbuda kmetov, da gojijo alternativne pridelke.
Ta trud je bil politično sporen. Zagovorniki so trdili, da je proizvodnja kokaina mnogokratna količina tistega, ki je potrebna za zagotovitev legalnih potreb, in so sklepali, da je velika večina pridelkov koke namenjena ilegalnemu trgu, ki ne samo da prispeva k večjemu družbenemu problemu zaradi zlorabe, ampak tudi finančno podpira uporniške skupine, ki sodelujejo s preprodajalci drog na nekaterih območjih, kjer proizvajajo kokain. Kritike na zahteve boja so bile, da to ustvari stisko v prvi vrsti za gojitelje koke, od katerih je večina revnih in nimajo alternativne možnosti za preživetje, da to povzroči okoliški problem, da to ni učinkovito v zmanjšanju dovoda kokaina deloma zaradi tega, ker se gojenje lahko premesti na druga področja, in katerakoli škoda zaradi zlorabe drog se je samo poslabšala v vojni proti drogam.